# Мова програмування С++ (книга)
Мова програмування С++ — це перша книга про мову програмування C++, написана винахідником мови, Бьярном Страуструпом, і вперше видана в жовтні 1985. У відсутності офіційного стандатру, книга, до оприлюднення 1 вересня 1988 стандарту ISO/IEC 14882:1998: Programming Language C++, кілька років служила стандартом де факто для мови С++, яка весь цей час розвивалась. Разом із розвитком стандарту мови і додаткових бібліотек, а також з публікацією технічних помилок, наступні видання книги були оновлені згідно з новими змінами.
Перше видання побачило світ у 1985. С++ розвивався, і друге видання з'явилось у липні 1991, а третє — в 1997. Поліпшена версія третього видання, видана в твердій обкладинці, отримала назву «спеціальне видання» (special edition) та відрізнялась від ранніх випусків третього видання двома додатковими частинами («Локалізація» й «Безпека винятків і стандартна бібліотека»), приблизно тисячею виправлень і уточнень, а також доповненим абетковим вказівником. Четверте видання книги, яке міститить опис С++11, було видано 19 травня 2013 року.